# 金映豪
金映豪（：／ Kim Yeong-ho；1967年9月13日—），大韓民國自由派政治人物，第20至21屆國會議員。

## 生涯
2016年國會議員選舉，投入首爾西大門乙選區競選，成功當選。2020年國會議員選舉，於同選區再次競選，成功連任。